# Rhipidia (Rhipidia) costaloides
Rhipidia (Rhipidia) costaloides is een tweevleugelige uit de familie steltmuggen (Limoniidae). De soort komt voor in het Neotropisch gebied.